# Karel Černý (spisovatel a historik)
Karel Černý (22. července 1912 Znojmo – 29. ledna 1996 Znojmo) byl český spisovatel a historik.

## Život a dílo
Ve čtyřech letech spolu s bratrem osiřel. Vyrůstal v péči příbuzných, kteří mu i přes doporučení školy neumožnili další vzdělání. Ve svém dychtění po vědění byl tedy odkázán na samostudium a četbu literatury. Již ve škole přispíval do časopisů pro mládež. Jeho prvním dvěma románům „Bílá letka“ a „Peklo" z roku 1936 se nedostalo publikace, zůstaly jen jako rukopis.
První Černého kniha – „Junácká křídla“ s námětem letectví a skautingu vyšla v r. 1938. Do roku 1939 také přispíval do krajanského časopisu „Svornost" vycházejícího v Chicagu, díky čemuž získal tamní novinářský průkaz a stal se členem českého Syndikátu spisovatelů.
R. 1938 odešel ze Znojma do Prahy. Zde v r. 1942 vydal dětský román „Čertováci“ z prostředí Čertovky a Kampy. V roce 1946 mu vyšel román „Čtrnácté narozeniny Johnyho Harpera“ z leteckého prostředí, r. 1947 pak román „Mighty“ z prostředí námořního letectva USA.
Po návratu do Znojma po roce 1946 začal uskutečňovat svůj během války pojatý záměr propagovat působení a význam Prokopa Diviše, který takřka celý svůj život působil na Znojemsku. To realizoval jako první v roce 1948 vydaným životopisným románem „Dříve než Franklin“. I nadále pak doma i v zahraničí osvětloval Divišův přínos světové vědě s těžištěm na jeho vůbec první sestrojený uzemněný bleskosvod. V r. 1948 organizoval znojemské oslavy Divišových 250. narozenin a napsal k nim reprezentační jubilejní publikaci.
Od roku 1946 začal dobrovolně kooperovat se znojemským muzeem, založil spolek přátel muzea, organizoval přednášky a jinou činnost k Divišově odkazu (i v zahraničí); pracoval v Divišově sekci při MNV Přímětice, spolupracoval s tiskem, rozhlasem a televizí, s Výzkumným ústavem elektrotechnickým v Brně, s ČSAV a Vědeckotechnickou společností (VTS) v Praze, stýkal se se zahraničními badateli.
Karel Černý působil ve znojemském muzeu až do roku 1975 jako správce a průvodce. Poté byl nucen kvůli zhoršujícímu se zdravotnímu stavu, způsobeném mj. šikanováním od městských i okresních úřadů, tuto svoji činnost ukončit, což byl počátek konce prosperity jím vytvořené expozice.
Jeho spisovatelské činnosti se po roce 1948 v Československu nedostalo uznání. Již pokročilá příprava vydání skautského románu „Kamzičí strž“ byla v roce 1949 zastavena, knihy „Nebeský oheň“ a „O Breberce, Modráčkovi a panu Borovičkovi“ pro mládež zůstaly nevydány. Kniha „Spoutaný blesk“ v r. 1973 a dřívější letecký román „Mighty“ téhož roku na pokračování vyšly pouze v USA. V letech 1964–1965 spolupracoval na publikaci o Divišovi od arménského historika přírodních věd G. K. Cveravy.
Karel Černý byl od doby 2. sv. války až do jeho smrti v r. 1957 těsně spřátelený se znojemským sochařem a medailérem Janem Tomášem Fischerem, spolupracoval i na monografii „Jan Tomáš Fischer" od Antonína Hartmana vydané r. 1960.
R. 1990 byl Karel Černý jmenován čestným členem předsednictva Sdružení přátel Jihomoravského muzea ve Znojmě. V r. 1992 se spolupodílel na retrospektivní výstavě z tvorby J. T. Fischera.